# Nama Khoi Local Municipality
Nama Khoi (englisch Nama Khoi Local Municipality) ist eine Lokalgemeinde im Distrikt Namakwa in der südafrikanischen Provinz Nordkap. Der Sitz der Gemeindeverwaltung befindet sich in Springbok. Bürgermeister ist Lorenzo Faber.
Die Lokalgemeinde wurde zu Ehren der Vorfahren der ursprünglichen Bevölkerung des Namaqualand benannt und entstammt daher dem Sprachschatz der Khoikhoi.

## Städte und Orte
| - Bergsig - Bruinhoek - Buffelsrivier - Bulletrap - Carolusberg - Concordia - Goodhouse - Kleinzee - Komaggas | - Matjieskloof - Nababeep - Okiep - Saalspoort - Springbok - Steinkopf - Vioolsdrift (Vioolsdrif) - Wolfkraal |

## Bevölkerung
Im Jahr 2011 hatte die Gemeinde 47.041 Einwohner. Davon waren 88,1 % Coloured, 6,6 % weiß und 4,2 % schwarz. Gesprochen wurde zu 93,2 % Afrikaans und zu jeweils 1 % Englisch und isiXhosa.